# 2012年ロンドンオリンピックのカザフスタン選手団
2012年ロンドンオリンピックのカザフスタン選手団（2012ねんロンドンオリンピックのカザフスタンせんしゅだん）は、2012年7月27日から8月12日にかけてイギリスの首都ロンドンで開催された2012年ロンドンオリンピックのカザフスタン選手団、およびその競技結果。

## 概要
今大会は金メダル3個、銀メダル2個、銅メダル6個の合計11個のメダルを獲得した。
カザフスタン勢は当初7個の金メダルを獲得したが、ウエイトリフティングでは4人の金メダリスト全員がドーピング違反を犯したためメダルを剥奪された。

## メダル
| メダル | 選手名                       | 競技                 | 種目                             |
| ------ | ---------------------------- | -------------------- | -------------------------------- |
| 金     | オリガ・リパコワ             | 陸上                 | 女子三段跳                       |
| 金     | セリク・サピエフ             | ボクシング           | 男子ウェルター級                 |
| 金     | アレクサンドル・ヴィノクロフ | 自転車               | 男子個人ロード                   |
| 銀     | アディリベク・ニヤジムベトフ | ボクシング           | 男子ライトヘビー級               |
| 銀     | アンナ・ヌルメハンベトワ     | ウエイトリフティング | 女子69kg級                       |
| 銅     | イヴァン・ディッコ           | ボクシング           | 男子スーパーヘビー級             |
| 銅     | マリーナ・ヴォルノヴァ       | ボクシング           | 女子ミドル級                     |
| 銅     | ダニャル・ガジエフ           | レスリング           | 男子グレコローマンスタイル84kg級 |
| 銅     | アジュレク・タナタロフ       | レスリング           | 男子フリースタイル66kg級         |
| 銅     | グゼル・マニュロワ           | レスリング           | 女子フリースタイル72kg級         |
| 銅     | ダウレット・シャバンベイ     | レスリング           | 男子フリースタイル120kg級        |
| 剥奪   | イリア・イリン               | ウエイトリフティング | 男子94kg級                       |
| 剥奪   | ズルフィヤ・チンシャンロ     | ウエイトリフティング | 女子53kg級                       |
| 剥奪   | マイア・マネザ               | ウエイトリフティング | 女子63kg級                       |
| 剥奪   | スベトラーナ・ポドベドワ     | ウエイトリフティング | 女子75kg級                       |